# Liste der Biografien/Peg
Liste der Biografien |
Portal Biografien |
Personensuche
# |
A |
B |
C |
D |
E |
F |
G |
H |
I |
J |
K |
L |
M |
N |
O |
P |
Q |
R |
S |
T |
U |
V |
W |
X |
Y |
Z |
?
 
Pa |
Pc |
Pe |
Pf |
Ph |
Pi |
Pj |
Pk |
Pl |
Pm |
Pn |
Po |
Pr |
Ps |
Pt |
Pu |
Pv |
Pw |
Py
 
Pea |
Peb |
Pec |
Ped |
Pee |
Pef |
Peg |
Peh |
Pei |
Pej |
Pek |
Pel |
Pem |
Pen |
Peo |
Pep |
Peq |
Per |
Pes |
Pet |
Peu |
Pev |
Pew |
Pex |
Pey |
Pez
Die Liste der Biografien führt alle Personen auf, die in der deutschsprachigen Wikipedia einen Artikel haben. Dieses ist eine Teilliste mit 44 Einträgen von Personen, deren Namen mit den Buchstaben „Peg“ beginnt.

## Peg

### Pega
- Pega, Heilige; Einsiedlerin
- Pega, Andreas Frantz, deutscher Buchdrucker und Verleger
- Pegado, Afonso (* 1987), portugiesischer Sommerbiathlet
- Pegahmagabow, Francis (1891–1952), kanadischer Soldat im Ersten Weltkrieg
- Pegam, Dietmar (* 1968), österreichischer Fußballtrainer
- Pegam, Felix (* 2004), österreichischer Fußballspieler
- Pegas, Meletios I. (1549–1601), orthodoxer Patriarch von Alexandria und amtierender Patriarch von Konstantinopel
- Pegasus, römischer Jurist

### Pege
- Pege, Aladár (1939–2006), ungarischer (Jazz-)Kontrabassist
- Pegel, Christian (* 1974), deutscher Politiker (SPD)
- Pegel, Konrad (1487–1567), deutscher Theologe, Professor für Pädagogik und Beredsamkeit
- Pegel, Magnus (1547–1619), deutscher Arzt, Mathematiker und Hochschullehrer
- Pegel, Walter (1899–1963), deutscher Pädagoge und Schriftsteller

### Pegg
- Pegg, Dave (* 1947), britischer Folksänger und -bassist
- Pegg, David (1935–1958), englischer Fußballspieler
- Pegg, Mark Gregory (* 1963), australischer Historiker und Hochschullehrer
- Pegg, Simon (* 1970), britischer Komiker, Schauspieler und DrehbuchautorSimon Pegg (* 1970)

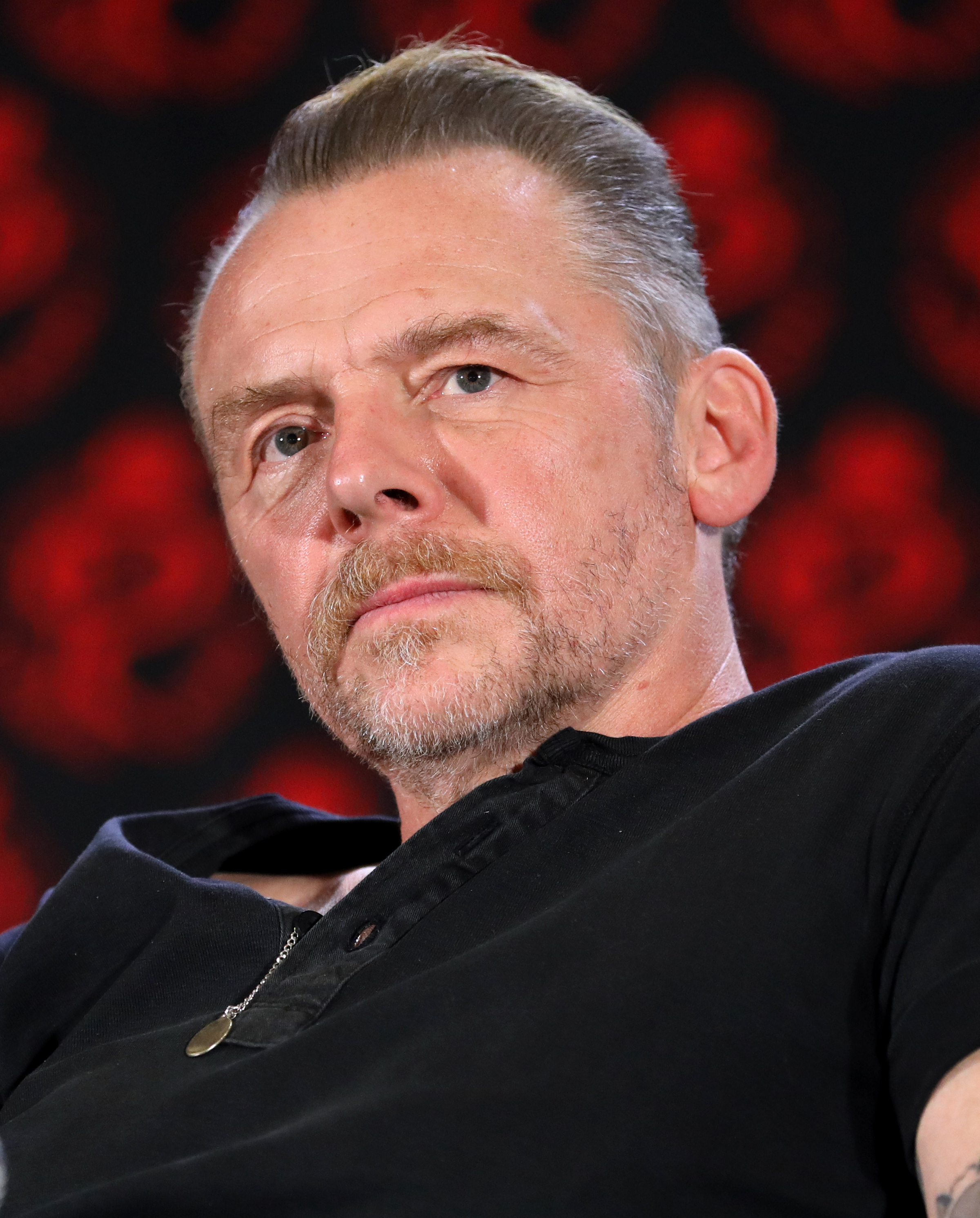
Simon Pegg (* 1970)

- Pegg, Vester (1889–1951), US-amerikanischer Filmschauspieler

### Pegl
- Peglau, Karl (1927–2009), deutscher Verkehrspsychologe
- Peglow, João (* 2002), brasilianischer Fußballspieler

### Pegn
- Pegna, Hyacinth de La (1706–1772), flämischer Schlachten- und Vedutenmaler

### Pego
- Pego, Heinrich Carl Christian (1828–1893), deutscher Kaufmann
- Pegolotti, Francesco Balducci, florentinischer Kaufmann und Politiker
- Pégon, Jean (1590–1675), französischer Kartäuser
- Pegorari, Ilario (1949–1982), italienischer Skirennläufer
- Pegorari, Mattia (* 1983), italienischer Freestyle-Skier
- Pegoraro, Renzo (* 1959), italienischer römisch-katholischer Geistlicher und Bioethiker, Präsident der Päpstlichen Akademie für das Leben
- Pegoraro, Sabine (* 1958), Schweizer Politikerin
- Pégoud, Adolphe (1889–1915), französischer Flugpionier
- Pegow, Nikolai Michailowitsch (1905–1991), sowjetischer Politiker, Kandidat des Politbüros und ZK-Sekretär, Botschafter
- Pegow, Pawel Georgijewitsch (* 1956), sowjetischer Eisschnellläufer

### Pegr
- Pegram, Fred (1870–1937), britischer Illustrator, Karikaturist, Maler und Grafiker
- Pegram, Henry Alfred (1862–1937), britischer Bildhauer und bedeutender Vertreter der New-Sculpture-Bewegung
- Pegram, John (1773–1831), US-amerikanischer Politiker

### Pegu
- Peguero Sanz, Julia (1880–1978), spanische Lehrerin, Malerin und Frauenrechtlerin
- Peguero, Anthony, US-amerikanischer Soziologe und Kriminologe
- Peguero, Arismendy (* 1980), dominikanischer Sprinter
- Peguero, Eladio (1920–2000), puerto-ricanischer Sänger
- Peguero, Jean Philippe (* 1981), haitianischer Fußballspieler
- Peguero, José (* 1988), dominikanischer Gewichtheber
- Peguilhan de Larboust, Marie-Louise de († 1812), französische Äbtissin
- Pegula, Jessica (* 1994), US-amerikanische TennisspielerinJessica Pegula (* 1994)

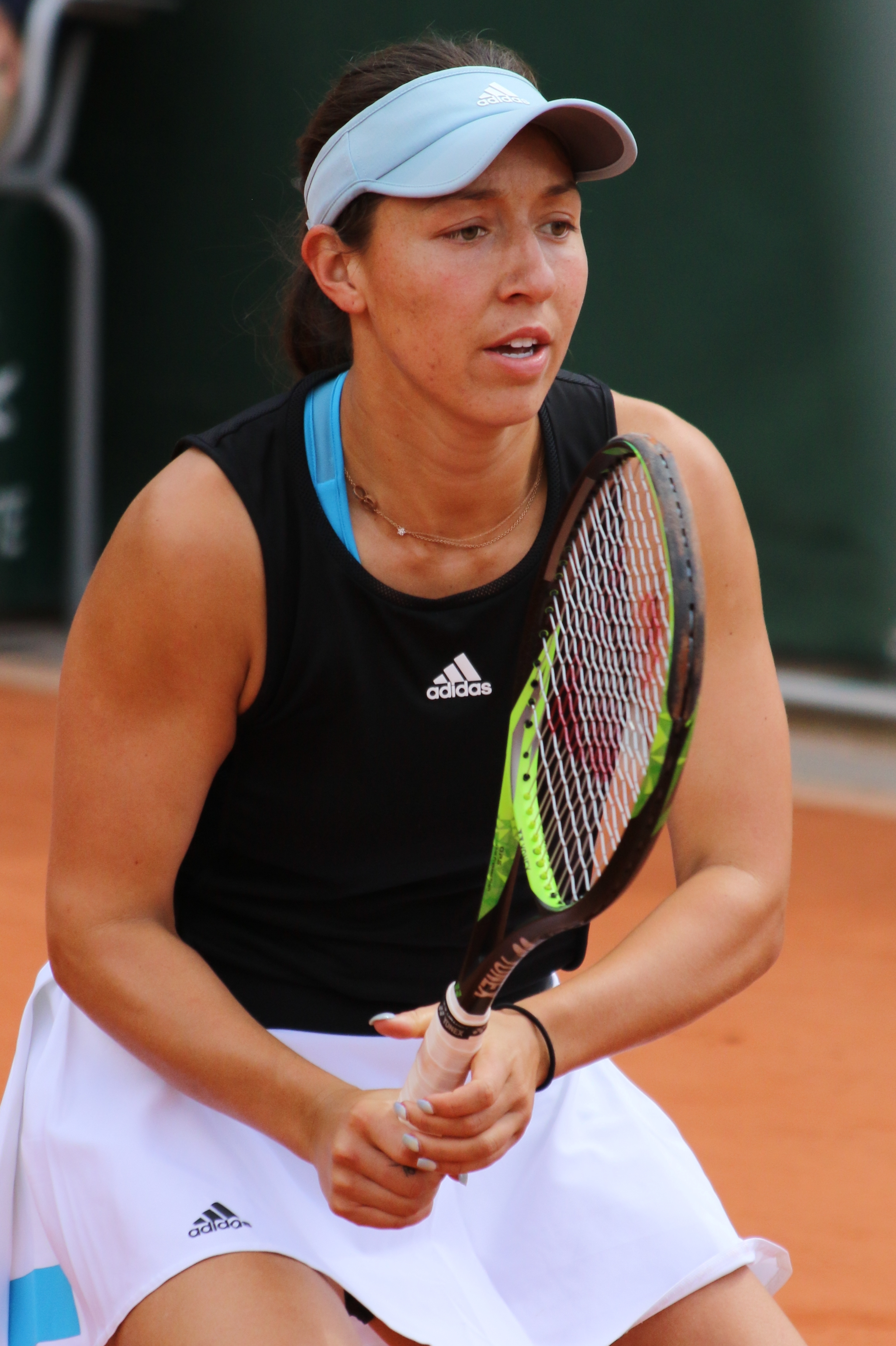
Jessica Pegula (* 1994)

- Pegula, Terrence (* 1951), US-amerikanischer Unternehmer
- Péguy, Charles (1873–1914), französischer Schriftsteller